# ماثيو غيرارد
ماثيو غيرارد هو منتج أسطوانات وعازف بيانو وكاتب أغاني كندي، ولد في 1965 في تورونتو في كندا.

## وصلات خارجية
- ماثيو غيرارد على موقع IMDb (الإنجليزية)
- ماثيو غيرارد على موقع ميوزك برينز (الإنجليزية)
- ماثيو غيرارد على موقع قاعدة بيانات برودواي على الإنترنت (الإنجليزية)
- ماثيو غيرارد على موقع ديسكوغز (الإنجليزية)
- ماثيو غيرارد على موقع قاعدة بيانات الفيلم (الإنجليزية)